# Termocromía
La termocromía es la capacidad de una sustancia de cambiar de color debido a los cambios de temperatura. Los anillos del humor son un ejemplo de aplicación que funciona utilizando este efecto. 
Los dos mecanismos termocrómicos se basan en el cristal líquido y los colorantes.
El cristal líquido se utiliza cuando se requiere cierta precisión, ya que su resultado puede manipularse para temperaturas concretas, pero su rango de color aplicaciones generales es limitado. Los colorantes permiten obtener una mayor variedad de colores, pero su respuesta térmica no es tan precisa.